# 湘雅医院及医学院早期建筑
湘雅医院及医学院早期建筑位于于中国湖南省长沙市开福区的中南大学湘雅医学院与湘雅医院内，始建于1914年，由亨利·墨菲设计，包括湘雅医院病栋楼、湘雅医院办公大楼、湘雅医学院小礼堂、湘雅医学院外籍教师楼、湘雅医学院办公楼等五处建筑。
2002年被公布为长沙市近现代建筑，2005年被公布为长沙市文物保护单位，2011年被公布为湖南省文物保护单位。2019年，湘雅医院及医学院早期建筑群由国务院公布为第八批全国重点文物保护单位。

## 历史沿革
1903年，美国雅礼协会就确定在长沙办学，1905年春，确定在长沙的办学地点。同年，毕业于霍普金斯大学的美国医学博士胡美来到长沙开始兴办一所现代医科大学，他在长沙西牌楼买下中央旅馆,创办了雅礼医院和雅礼大学堂。1911年，雅礼护病学校成立并招生。
1912年，雅礼协会与湖南地方政府商讨合办一所医科大学，1913年7月，双方签订中美合作兴医办学契约，1914年12月8日，中美合作的湘雅医学专门学校在潮宗街开办，成为中国历史上第一家中美合办的现代高等医学教育机构，颜福庆博士为首任校长，胡美博士任学校教务长兼湘雅医院院长。
1915年2月，西牌楼的雅礼医院、雅礼护校迁入潮宗街，改称湘雅医院和湘雅护校。取湖南之湘，雅礼之雅，故名湘雅。在湘雅医学会的管理下，湘雅医学专门学校、湘雅医院和湘雅护士学校，既互相依存，又彼此独立。
同年，中美双方计划在北郊的麻园岭建设新校区、新医院。1915年10月18日下午，刻有时任湖南省督军兼省长谭延闿亲笔题写的“湘雅医院”的花岗岩奠基石被埋在长沙北门外的麻园岭。1918年春初，湘雅新医院、新校区正式启用。
1922年,美国教育考察团来华系统考察，确认湘雅与北京协和医学院是中国最好的医学校。从此，“南湘雅，北协和”誉满天下。当时，湘雅医学院采取两年预科和五年本科的七年学制，全英文授课，学生入学后淘汰率高达70%。

## 建筑
湘雅医院病栋楼采用“三段五部式”立面设计，砖木结构，歇山式屋顶，上履金色琉璃瓦，红砖外墙，因此被人们称为“湘雅红楼”。胡美在回忆录《道一风同》中描述道:“(湘雅病栋楼)计分五层，共有三百余间，全院用红砖水泥建筑并设冷热自来水及汽水管，共费三十八万五千元。为吾国中南各省区唯一之建筑物”。由于湘雅红楼所在地势较高，加之12米的建筑高度，使之成为当时的地标建筑。